# وفاة موظف (قصة قصيرة)
وفاة موظف (بالروسية: Смерть чиновника)‏ هي قصة قصيرة كُتِبَت بواسطة
الكاتب الروسي أنطون تشيخوف ونُشِرَت بالأصل في 2 يوليو 1883 في العدد رقم 27 من مجلة «أوسكولكي»، بعنوان «الحادث» (Случай) وبتوقيع أ. تشيخونتي (А. Чехонте).

خلال حياة أنطون تشيخوف، ترجم النص إلى البلغارية، المجرية، الألمانية، البولندية، الرومانية، الصربية الكرواتية، السلوفاكية، الفنلندية والتشيكية.

## ملخص القصة
ايفان ديمتريتش، هو مسؤول حكومي بسيط، وبينما كان في المسرح، عطس على رأس رجلٍ كان يجلس أمامه، وصادف أن يكون هذا الرجل هو الجنرال بريزجالوف، والذي هو مسؤول حكومي رفيع المستوى. يقضي ايفان ديمتريتش المساء واليوم التالي محاولاً الاعتذار وانتزاع الغفران من الجنرال الذي قام بالعطس عليه، لكنه لم ينجح في ذلك وبدلاً من ذلك نجح بإخراج موجة من الغضب الموجه إليه من قبل الجنرال. ينصدم ديمتريتش من ذلك، ثم يعود إلى المنزل ويستلقي على الأركية ويموت، بسبب الإجهاد الهائل الذي تعرض له من بعد تحمل هذا الرعب.

## وصلات خارجية
- Смерть чиновника. النص الروسي الأصلي للقصة
- The Death of a Government Clerk. الترجمة الإنجليزية للقصة بواسطة كونستانس جارنيت
- وفاة موظف. القصة باللغة العربية